# 國立臺灣大學公共衛生學院
國立臺灣大學公共衛生學院，簡稱台大公衛學院，為國立臺灣大學的學院之一，位在台北市中正區徐州路上，旨在促進台灣公共衛生界的學術研究，並協助政府解決公共衛生的相關問題。

## 歷史
1939年，台灣總督府為了配合南進政策，在台北帝國大學成立熱帶醫學研究所，第一任所長由校長三田定則兼任，之後由下條久馬一教授專任。
1945年中華民國接管臺灣後，熱帶醫學研究所改隸屬國立臺灣大學醫學院，首任所長由醫學院院長杜聰明博士兼任。1948年，熱帶醫學研究所奉教育部核准成立，為醫學院奉准成立的五個研究所之一。
1951年8月，原熱帶醫學研究所改為公共衛生學研究所，隸屬於醫學院。1972年正式成立大學部公共衛生學系。1993年，為了促進台灣公共衛生界的研究能量，以及協助政府解決公共衛生問題，將公衛系與公衛研究所擴編成立「公共衛生學院」，是台灣第一個創設公衛學院的大學。後來陸續成立職業醫學與工業衛生研究所、 流行病學研究所、醫療機構管理研究所、環境衛生研究所、預防醫學研究所及衛生政策與管理研究所（原公共衛生研究所）共一系六所，皆有碩士班與博士班。
2010年以後開始進行系所整併，2019年8月起共有「健康政策與管理研究所（原衛政所與醫管所合併）」、「流行病學與預防醫學研究所（原流病所與預醫所合併）」、「環境與職業健康科學研究所（原環衛所與職衛所合併）」、「食品安全與健康研究所」以及「健康行為與社區科學研究所」。共一系五所；另有「公共衛生碩士學位學程」及「全球衛生碩士學位學程」二碩士學程。

## 公衛大樓

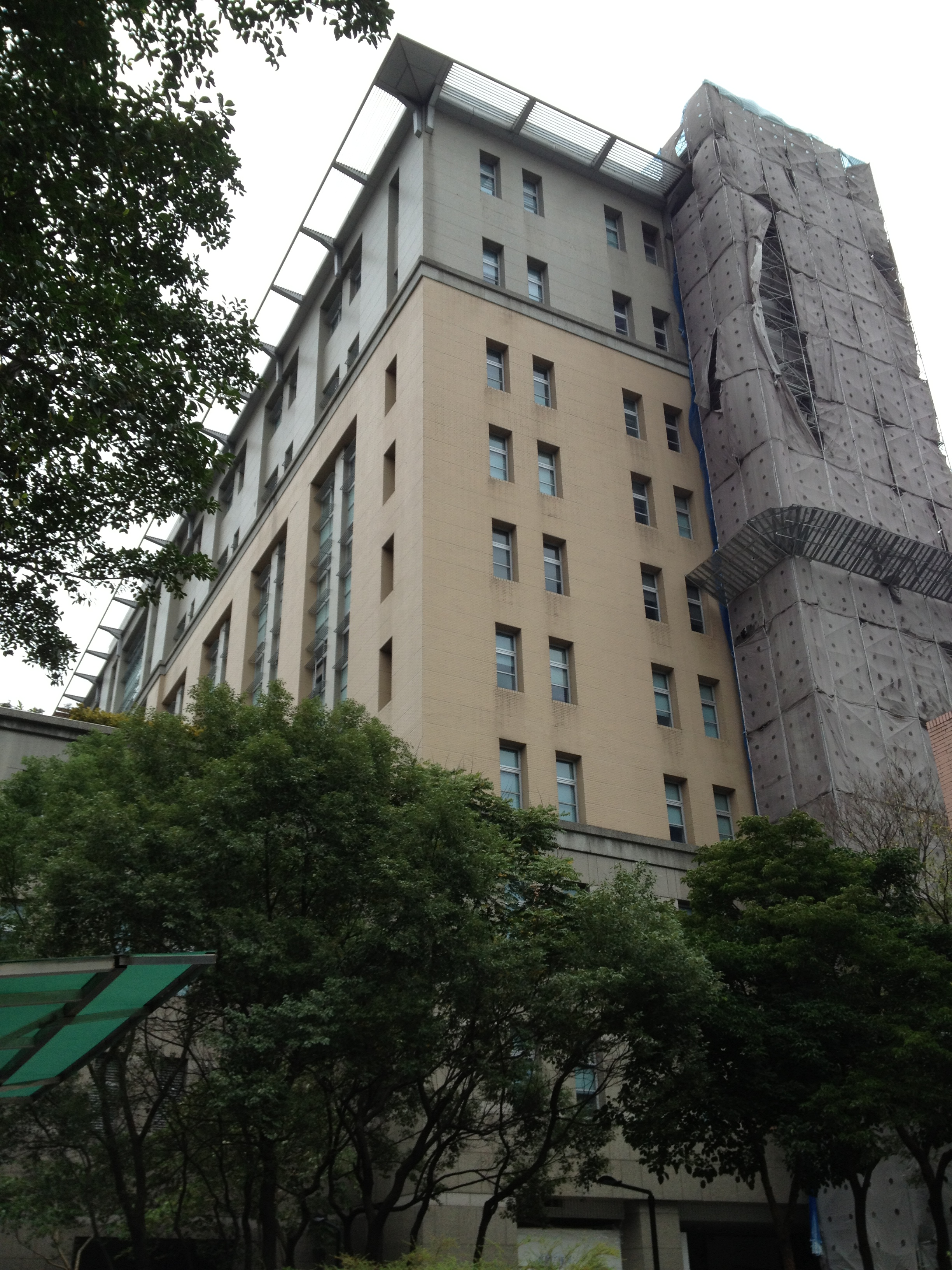
公衛大樓

### 建築歷史
自最早公共衛生學院成立以來，並未有自己獨立的系館，因此多年來一直借用醫學院14樓、醫學院15樓、聯教館部分空間及原管理學院商學館（現公衛大樓），合計樓地板面積僅有4,060平方公尺。公衛學院使用空間一直不足，也影響公衛學院的長期發展；規劃興建公衛大樓計畫就此展開。1990年11月7日，公衛學院籌備會決定，利用商學系舊館與第16宿舍現址為基定興建公衛大樓。經過多年規劃，1998年10月2日，校務發展委員會會議同意興建。在眾人努力之下，在醫學院與教育部的支持，得到補助款新台幣6億4千萬元。2002年1月26日由陳信樟建築師事務所擔任建造工程之設計及監造，2003年3月6日選出隆豐營造為本工程之統包商，預計2005年4月完工。公衛大樓興建工程經歷的十幾年的規劃，2005年12月，公衛大樓落成。

### 現況
公衛大樓是一棟地下二樓、地上十樓之建築，總樓地板面積28,420平方公尺，是一棟綠建築，在綠化、保水、節約水資源、節能、廢棄物減量、污水垃圾改善方面特別考量，現在已取得基地綠化指標、水資源指標、日常節能指標、污水垃圾改善指標等四個綠建築標章。公共衛生大樓地下一、二樓設置檢體儲存區、機車及汽車停車場；地上建築大多是由公衛系所使用，但還包括醫學院物理治療、職能治療系。大樓地上一層為行政辦公空間及300人大型教室，一樓有優質開放空間與綠地供各單位共同使用；二樓為教學教室，包括不同容量之教室及研討室，提供社會科學院、醫學院及公共衛生學院教學使用；三樓為物理治療系館、四樓為職能治療系館、五樓為流行病學與預防醫學研究所（原流病所與預醫所合併）、六樓為健康政策與管理研究所（原衛政所與醫管所合併）以及新設「健康行為與社區科學研究所」、七樓為職衛所與環衛所、八樓至十樓則為實驗室。

## 水森館

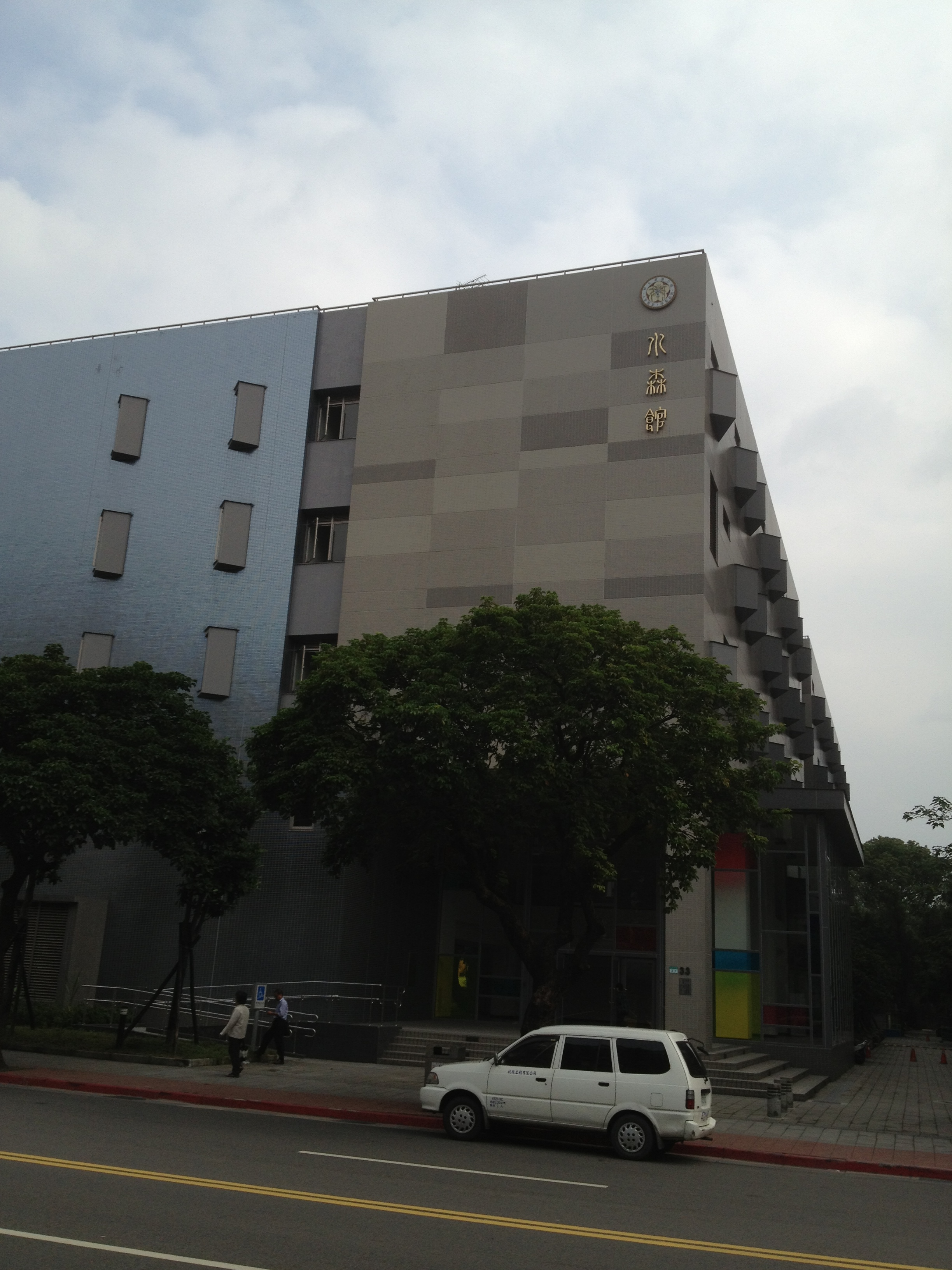
水森館

水森館為藥學系新館，位於台北市林森南路上，是一棟地下一層、地上五層、總面積2753坪的建築。水森館主要經費來源為藥學系1969年畢業校友許照惠博士捐贈，其餘支出則依賴募款和學校撥款；但因為所需資金龐大，款項仍持續籌措中，期盼能盡速完工，滿足學生對活動空間的需要和新任教師研究的場所。水森館的命名是依許照惠父親之名而訂定。
水森館於2011年1月27日舉行落成捐贈典禮，其內部規劃的核心單位為藥學系空間規劃委員會。由於招標程序冗長，加上高規格的環保要求，目前水森館的空調設備、消防排氣管線以及內部配置多未定案，所以水森館內部裝潢的完工日期還無法確定。 藥學系目前仍然和醫學院共用基礎醫學大樓。

## 教學館

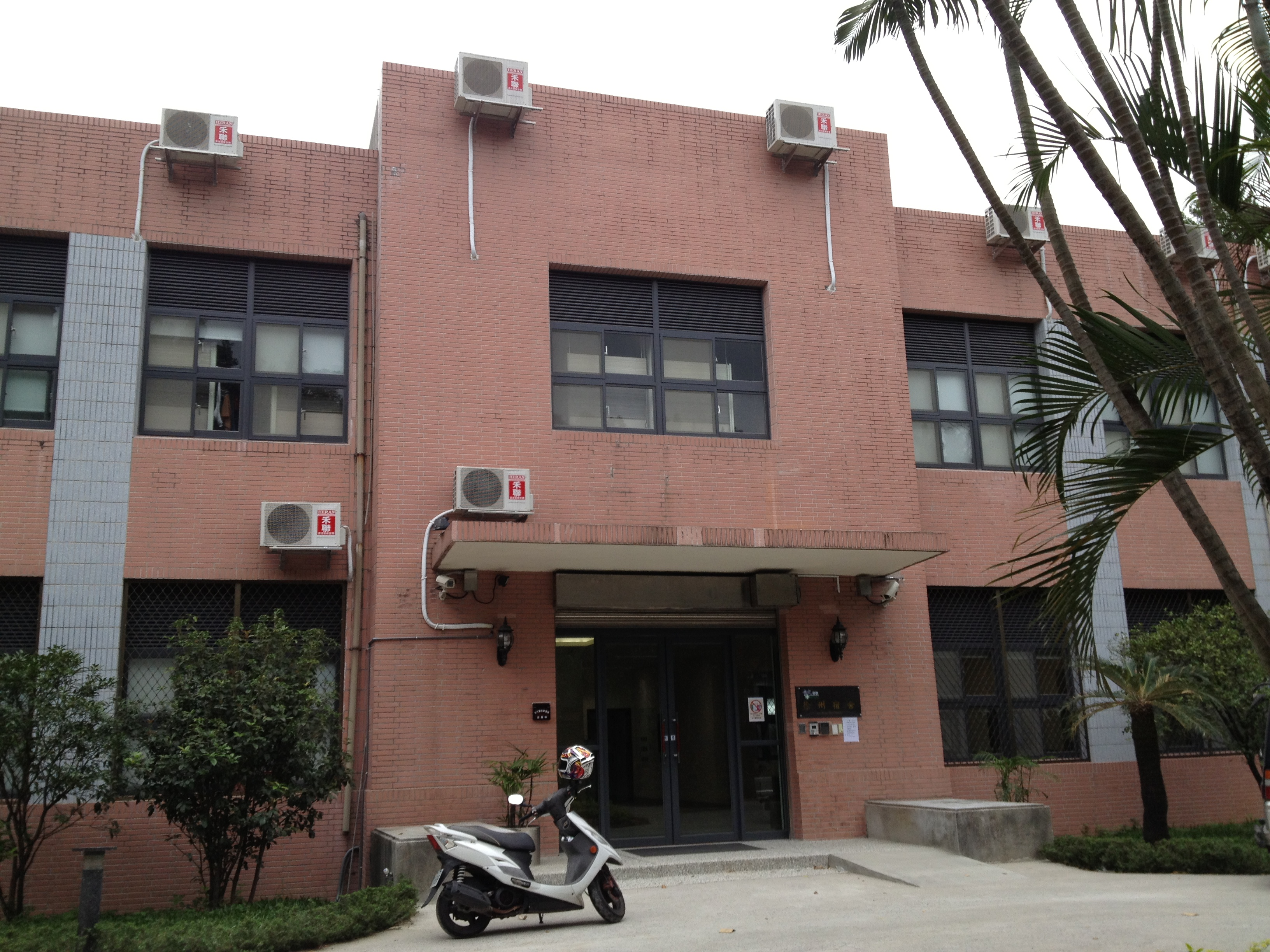
舊公衛大樓

教學館前身為舊公衛大樓，於2012年6月改建為醫生宿舍。

## 爭議事件

### 行社所教師性騷擾學生
2023年7月，健康行為與社區科學研究所黃姓教授被指控性騷擾碩士生長達一年，其行為包括不適當地擁抱、揉捏臀部、頻繁的訊息和電話、要求半夜視訊、警告不准談戀愛、逼問行程、打電話至相關單位施壓等，還利用低薪、阻擋離職等方式將學生留下來工作，被騷擾者不只一人。該師曾在2021年6月被性平會調查，性平會認定該師騷擾多名學生，應停聘三年；然而，臺大公衛學院教評會卻在未公布原因的情況下將停聘時間縮短為一年。
監察院於2024年7月糾正臺大，理由是臺大未承擔保護學生的責任，使學生必須重寫論文，影響受教權利，有重大違失；另外，臺大對該師之懲處僅停聘一年，有失公允。

## 外部連結
- （繁體中文）國立臺灣大學公共衛生學院